# Chaplin (film)
Chaplin (1992) este un film biografic de comedie dramatică britanico-american despre viața actorului și regizorului britanic Charlie Chaplin. A fost produs și regizat de Richard Attenborough, cu Robert Downey Jr., Marisa Tomei, Dan Aykroyd, Penelope Ann Miller și Kevin Kline în rolurile principale. Geraldine Chaplin (fiica lui Charlie Chaplin) interpretează rolul bunicii sale din partea tatălui, Hannah Chaplin.
Filmul este o adaptare de William Boyd, Bryan Forbes și William Goldman după cărțile My Autobiography de Chaplin și Chaplin: His Life and Art de criticul de film David Robinson. Coloana sonoră este compusă de John Barry.

## Prezentare
Filmul este structurat în jurul unor flashback-uri ale unui Charlie Chaplin bătrân (care trăiește acum în Elveția) și care își amintește momente din viața sa în timpul unei conversații cu personajul fictiv George Hayden, editorul autobiografiei sale.
Amintirile lui Chaplin încep din copilăria sa, când a trăit într-o sărăcie extremă de care a scăpat în lumea sălilor de muzică din Londra. După ce mama sa Hannah Chaplin are un atac de nervi pe scenă în timpul unui spectacol, Chaplin, care are patru ani, ia locul mamei sale pe scenă. Hannah se retrage din spectacol și este în cele din urmă dusă într-un azil după ce dezvoltă o psihoză. În anii care urmează, Chaplin și fratele său Sydney obțin colaborarea cu producătorul de spectacole de varietate Fred Karno, iar Chaplin devine o vedetă cu propriul său număr de comedie, jucând un personaj beat. Începe o relație cu prima sa iubire Hetty Kelly; cu o noapte înainte de a pleca în Statele Unite, el o cere de soție, dar ea îl refuză, argumentând că este prea tânără. Chaplin promite să se întoarcă în Anglia după ea după ce va avea succes în America.
Chaplin este trimis în America de Fred Karno și i se oferă un loc de muncă de către Mack Sennett, cel mai faimos producător de comedii de la Hollywood. Aici își creează personajul său iconic Micul vagabond și din cauza regiei teribile a prietenei lui Sennett, Mabel Normand, Chaplin cere să-și regizeze propriile filme. Până la sfârșitul anului 1914, Chaplin regizează peste 20 de filme pentru Keystone Studios. După ce s-a alăturat lui Sydney în America pentru a-i fi manager, Chaplin decide să se desprindă de Sennett pentru a avea un control creativ complet asupra filmelor sale, cu scopul de a avea propriul studio într-o zi. În 1917, Chaplin termină filmul The Imigrant (Emigrantul), care provoacă unele îngrijorări cu privire la subiectul politic al filmului și începe o scurtă poveste de dragoste cu actrița Edna Purviance.
Câțiva ani mai târziu, la o petrecere a persoanelor implicate în cinematografie organizată de Douglas Fairbanks, Chaplin îl cunoaște pe acesta și începe să se întâlnească cu actrița Mildred Harris care avea 16 ani. În cele din urmă, Chaplin devine suficient de bogat pentru a-și înființa propriul studioul și devine "cel mai faimos om din lume", înainte de a împlini treizeci de ani. Chaplin îi dezvăluie lui Fairbanks că se va căsători cu Harris deoarece este însărcinată, dar mai târziu la o petrecere organizată de William Randolph Hearst, descoperă că sarcina este doar o farsă. La aceeași petrecere, Chaplin are un dialog incomod cu J. Edgar Hoover despre actori/regizori și responsabilitățile lor în ceea ce privește audiențele, această confruntare duce la o vendetă de patruzeci de ani, iar Hoover încearcă să distrugă reputația lui Chaplin.
Chaplin și Mildred se separă după moartea prematură a singurului lor copil și din cauza devotamentului total al lui Chaplin față de filmele sale. În timpul procedurilor de divorț, avocații lui Harris încearcă să fure filmul lui Chaplin, The Kid,  totuși Chaplin și Sydney termină editarea filmului într-un hotel aflat la distanță în Salt Lake City, Utah și îl introduc pe furiș în Los Angeles unde are un mare succes.
În cele din urmă, frații au aranjat ca mama lor să vină alături de ei în America. Chaplin este inițial fericit să o vadă, dar a fost departe de ea foarte mult timp încât nu este în măsură să facă față agravării bolii sale mintale. În 1921, ia o pauză de la munca și viața sa privată și se întoarce în Anglia pentru a participa la premiera britanică a filmului The Kid. El se reîntâlnește cu Karno si speră să-l ajute s-o găsească pe Hetty, însă Karno îi spune cu tristete ca ea a murit într-o epidemie de gripă după război. Chaplin descoperă, de asemenea, că, deși majoritatea oamenilor sunt bucuroși să-l vadă, datorită succesului său clasa muncitoare britanică aflată în sărăcie nu-l mai consideră unul de-al lor și asta și pentru că nu a luptat în război așa cum ceilalți au făcut-o.
Înapoi în America, Hoover începe să investigheze viața privată a lui Chaplin, suspectând că ar putea fi membru al Partidului Comunist, iar Chaplin este obligat să ia în considerare implicațiile răspândirii filmelor cu sunet pe care le-ar putea avea asupra carierei sale. Chaplin promite că nu va mai face niciodată un film vorbit cu micul vagabond.
În 1923, Chaplin începe lucrul la filmul Goana după aur (The Gold Rush) și se căsătorește cu Lita Gray, cu care are doi copii, însă Chaplin îi spune mai târziu lui George în autobiografia sa că se gândea întotdeauna la ea ca la o "târfă totală" și nu a stat cu ea mai mult de cinci ani. Anii trec și, deși Chaplin s-a recăsătorit cu Paulette Goddard, el simte un sentiment de vinovăție și simpatie pentru milioane de americani care au rămas recent șomeri din cauza marii crize economice (Chaplin a evitat să-și piardă toți banii în timpul Marii Depresiuni deoarece a vândut majoritatea acțiunilor sale în anul anterior). Chaplin decide să abordeze această problemă în următorul film Timpuri noi (Modern Times, ultimul film în care interpretează rolul micului vagabond). Dedicarea sa absolută pentru a finaliza filmul pune o presiune excesivă asupra vieții sale conjugale și, în cele din urmă, duce la destrămarea căsătoriei sale.
La o petrecere, Chaplin provoacă un scandal minor atunci când refuză să dea mâna cu un membru al partidului nazist. Fairbanks (a cărui stare de sănătate este foarte gravă) spune că Chaplin seamănă foarte mult cu Adolf Hitler, oferindu-i acestuia inspirația pentru următorul său film, Dictatorul (1940). Fairbanks moare între timp, în 1939. Filmul lui Chaplin care satirizează naziștii are un succes imens în întreaga lume, dar Hoover încearcă să prezinte filmul ca pe o lucrare de propagandă anti-americană.

Imagine din prima scenă a filmului cu silueta lui Robert Downey Jr. în rolul lui Charlie Chaplin

Chaplin locuiește cu Oona O'Neill (o actriță care seamănă cu prima sa dragoste Hetty Kelly) și cu această femeia își va petrece tot restul vieții sale. Cu toate acestea, Chaplin are parte de un alt scandal atunci când se presupune că el este tatăl copilului fostei sale iubite Joan Barry și, în ciuda unui test care demonstrează că acesta nu este copilul său, lui Chaplin i se ordonă să acorde sprijin financiar copilului. Reputația lui este grav afectată, Chaplin rămâne ascuns publicului timp de peste șapte ani până când reapare pentru a produce un nou film Luminile rampei (Limelight, 1952).
În 1952, în timpul McCarthism-ului, Chaplin părăsește America însoțit de Oona și se stabilește în Marea Britanie,  ulterior află că procurorul general al SUA a revocat permisul lui Chaplin de a reintra în Statele Unite. 
În 1972, 10 ani după ce Chaplin și George au finalizat autobiografia, Chaplin este invitat înapoi în America pentru a primi Premiul Onorific Oscar la ceremonia de decernare a premiilor Academiei de Film și Științe din 10 aprilie 1972. Deși Chaplin este încă nemulțumit de exilarea sa din SUA și se teme că a fost uitat, publicul se bucură foarte tare la proiectarea  filmelor sale clasice. Chaplin stă pe scenă și are ochii plini de lacrimi atunci când are parte de cea mai lungă ovația a audienței de la o gală de decernare a premiilor Oscar.

## Distribuție
- Robert Downey Jr. - Charlie Chaplin
  - Hugh Downer - Charlie la 5 ani
  - Thomas Bradford - Charlie la 14 ani
- Marisa Tomei ca Mabel Normand
- Geraldine Chaplin ca Hannah Chaplin, mama lui Charlie
- Paul Rhys ca Sydney Chaplin, fratele vitreg al lui Charlie 
  - Nicholas Gatt ca Sydney la 9 ani
- John Thaw ca Fred Karno, impresar britanic de music-hall
- Moira Kelly ca Hetty Kelly, prima iubire a lui Charlie  / Oona O'Neill, ultima soție a lui Charlie
- Anthony Hopkins ca George Hayden, biograful lui Charlie
- Dan Aykroyd ca Mack Sennett, producător de film de la Hollywood. A realizat filme cu Charlie Chaplin pentru Keystone Studios.
- Penelope Ann Miller ca Edna Purviance, o tânără actriță de la Hollywood
- Kevin Kline ca Douglas Fairbanks, o vedetă a filmelor mute de la Hollywood
- Matthew Cottle ca Stan Laurel, un comic de la Hollywood; care a format cu Oliver Hardy cuplul de comici Stan și Bran.
- Maria Pitillo ca Mary Pickford, o vedetă a filmelor mute de la Hollywood
- Milla Jovovich ca Mildred Harris, o tânără actriță de la Hollywood  și prima soție a lui Charlie
- Kevin Dunn ca J. Edgar Hoover, directorul FBI
- Deborah Moore ca Lita Grey, o tânără actriță de la Hollywood  și a doua soție a lui Charlie
- Diane Lane ca Paulette Goddard, o tânără actriță de la Hollywood  și a treia soție a lui Charlie
- Nancy Travis ca Joan Barry,  o tânără actriță de la Hollywood
- James Woods ca Joseph Scott, un avocat din California
- David Duchovny ca Roland Totheroh, cameramanul care a colaborat mult timp cu Chaplin.

## Producție
Chiar dacă Richard Attenborough l-a dorit pe Robert Downey Jr. pentru rolul lui Chaplin, conducerea studioului a vehiculat nume ca Robin Williams sau Billy Crystal pentru acest rol. Și Jim Carrey a fost luat în considerare pentru acest rol.
Filmările au avut loc la Studiourile Chaplin din 1416 N. La Brea Avenue, Hollywood, în Santa Clarita, California, în Vevey, Canton de Vaud, Elveția, în Cliveden Reach, Cliveden Estate, Buckinghamshire, Anglia sau în Wilton's Music Hall, Grace's Alley, Ensign Street, Whitechapel, Londra (scena cu mama salvată pe scenă de Charlie). Viața timpurie a lui Charlie a fost filmată în Lambeth, sudul Londrei.

## Primire

### Recenzii critice
Filmul a avut recenzii împărțite, cele mai multe pozitive. Filmul a fost criticat pentru licența sa dramatică amestecată cu unele aspecte ale vieții lui Chaplin, dar interpretarea lui Downey ca Chaplin a fost apreciată universal. Attenborough a avut suficientă încredere în interpretarea lui Downey încât, la sfârșitul filmului, a inclus fragmente de arhivă din filmele originale ale lui Chaplin.
Filmul a fost lăudat pentru valorile sale ridicate ale producției, dar mulți critici l-au respins catalogându-l ca pe un film biografic prea lucios (care a înfrumusețat viața reală a lui Chaplin). Un critic a scris că scenariul "se străduiește să acopere prea mult din viața lui Charlie Chaplin care a fost atât de vastă și variată încât nu poate fi redată total într-un film care are un format prea restrictiv." Chaplin are un scor de 60% pe web-site-ul Rotten Tomatoes bazat pe 50 de recenzii. Consensul critic al site-ului este că filmul beneficiază "de o interpretare reușită a lui Robert Downey Jr. în rolul principal, dar nu este suficient pentru a depăși un film biografic stereotip care pălește în comparație cu filmele clasice ale subiectului său [Charlie Chaplin]."

### Premii și nominalizări
| Premiu                                         | Categorie                            | Pentru                                            | Rezultat     |
| ---------------------------------------------- | ------------------------------------ | ------------------------------------------------- | ------------ |
| Oscar 1993                                     | Cel mai bun actor                    | Robert Downey Jr.                                 | Nominalizare |
| Oscar 1993                                     | Cea mai bună coloană sonoră          | John Barry                                        | Nominalizare |
| Oscar 1993                                     | Cele mai bune decoruri               | Stuart Craig Chris A. Butler                      | Nominalizare |
| Premiile BAFTA                                 | Cel mai bun actor                    | Robert Downey, Jr.                                | Câștigat     |
| Premiile BAFTA                                 | Cel mai bun design de costume        | John Mollo Ellen Mirojnick                        | Nominalizare |
| Premiile BAFTA                                 | Cea mai bună coafură/machiaj         | Wally Schneiderman Jill Rockow John Caglione, Jr. | Nominalizare |
| Premiile BAFTA                                 | Cel mai bun design de producție      | Stuart Craig                                      | Nominalizare |
| Premiile Globul de Aur                         | Cea mai bună coloană sonoră          | John Barry                                        | Nominalizare |
| Premiile Globul de Aur                         | Cel mai bun actor (dramă)            | Robert Downey, Jr.                                | Nominalizare |
| Premiile Globul de Aur                         | Cea mai bună actriță în rol secundar | Geraldine Chaplin                                 | Nominalizare |
| Festivalul Internațional de Film de la Moscova | Sf. Gheorghe de aur                  | Richard Attenborough                              | Nominalizare |

## Coloană sonoră
Coloana sonoră a filmului Chaplin a fost lansată la 15 decembrie 1992.
Lista pieselor
| Nr.             | Titlu                                       | Artist          | Lungime |  |
| 1.              | „Chaplin - Main Theme”                      | John Barry      | 3:06    |  |
| 2.              | „Early Days in London”                      | John Barry      | 4:18    |  |
| 3.              | „Charlie Proposes”                          | John Barry      | 3:01    |  |
| 4.              | „To California / The Cutting Room”          | John Barry      | 3:45    |  |
| 5.              | „Discovering the Tramp / The Wedding Chase” | John Barry      | 4:01    |  |
| 6.              | „Chaplin's Studio Opening”                  | John Barry      | 1:58    |  |
| 7.              | „Salt Lake City Episode”                    | John Barry      | 2:11    |  |
| 8.              | „The Roll Dance”                            | John Barry      | 2:34    |  |
| 9.              | „News of Hetty's Death / Smile”             | John Barry      | 3:42    |  |
| 10.             | „From London to L.A.”                       | John Barry      | 3:21    |  |
| 11.             | „Joan Barry Trouble / Oona Arrives”         | John Barry      | 2:15    |  |
| 12.             | „Remembering Hetty”                         | John Barry      | 2:57    |  |
| 13.             | „Smile”                                     | Charles Chaplin | 2:06    |  |
| 14.             | „The Roll Dance”                            | John Barry      | 1:47    |  |
| 15.             | „Chaplin - Main Theme / Smile”              | John Barry      | 4:46    |  |
| 16.             | „Smile (Interpretată de Robert Downey Jr.)” | John Barry      | 3:38    |  |
| Lungime totală: | Lungime totală:                             | Lungime totală: | 49:26   |  |

## Legături externe
- Chaplin la Internet Movie Database
- Chaplin (film) la TCM Movie Database
- Chaplin (film) la Allmovie
- Chaplin la Box Office Mojo
- Chaplin (film) la Rotten Tomatoes
- Chaplin la Cinemagia.ro

## Vezi și
- Listă de filme americane din 1992
- Listă de filme britanice din 1992